# Yamaha MT-03

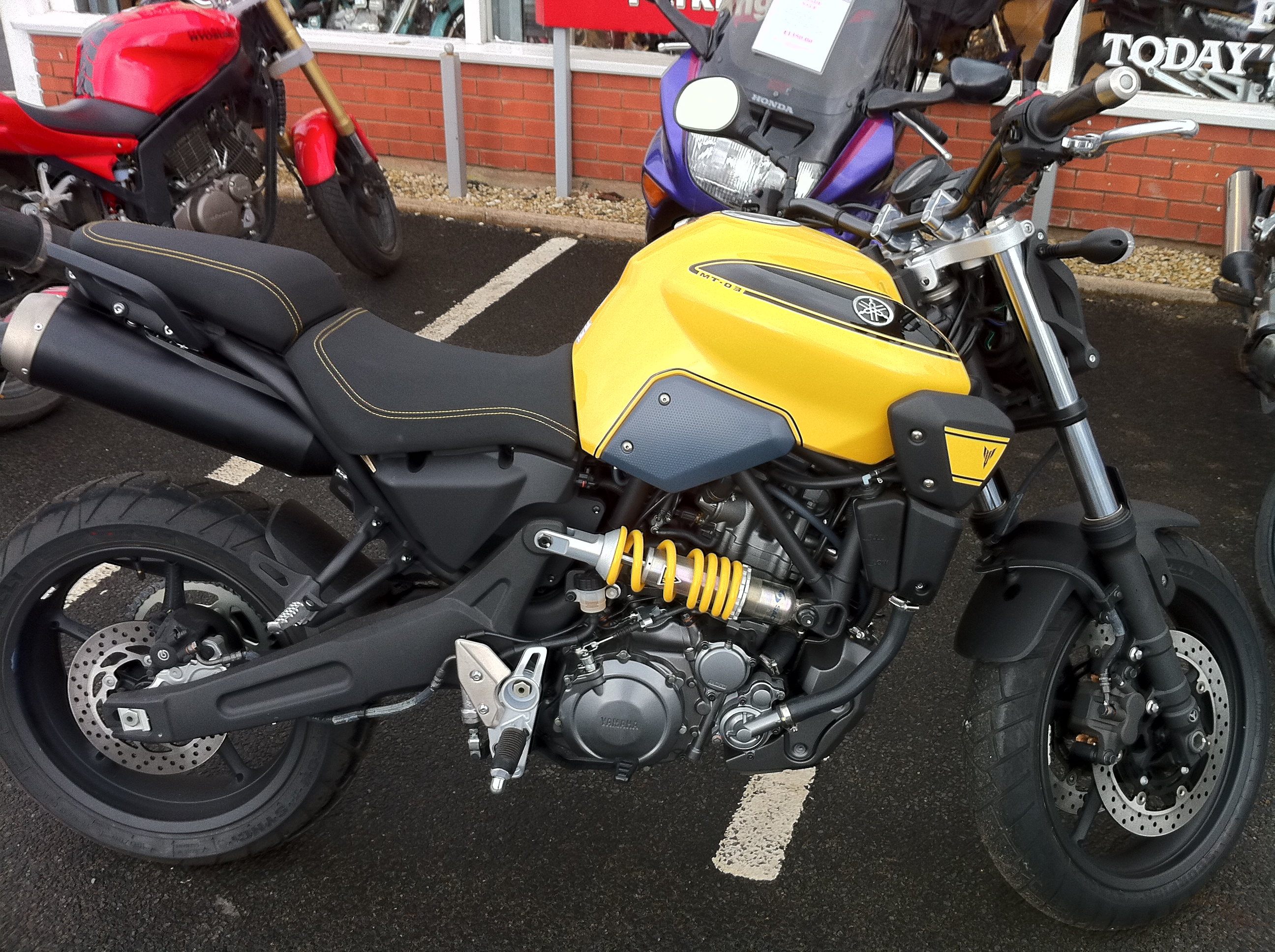
Yamaha MT-03. (2005-2006)

La Yamaha MT-03 pertenece a la rama de motocicletas Master of Torque de Yamaha. De este vehículo hay dos versiones totalmente diferentes. 
-La primera generación data del año 2006-2007, sigue la línea de su progenitora, la MT01, motos de potencia moderada (48cv) pero un gran par motor y ligereza (175 kg), lo que las hace muy divertidas para carreteras de curvas de baja y media velocidad. Tiene un motor de 660cc monocilíndrico que comparte con la saga XT 660.
-La segunda generación, de reciente creación, nace en 2016, como una versión naked o streetfighter de la conocida YZF R3, con un concepto totalmente diferente, un talante mucho más deportivo, motor más radical y aún más ligera que la versión anterior, unos 10 kilogramos menos. Básicamente es una deportiva sin carenados.

## Especificaciones
Primera generación
- Motor: 4 tiempos, 1 cilindro, DOHC, 4 válvulas y 659 cc.

- Potencia: 48 bhp @ 6000 rpm
- Par Máximo: 58.4 Nm @ 5250 rpm
- Peso: 174.5 kg en seco
- Capacidad: del tanque 15 Lt
- Compresión: 10,0:1
- Transmisión:5 velocidades x Cadena
- Refrigeración: Líquida

Derivada de la Yamaha MT01 Velocidad reportada por Yamaha 163 km/h.
Tamaño de ruedas 160/60/r17 atrás y 120/70/r17 adelante.